# شیمیت امین
شیمیت امین (انگلیسی: Shimit Amin؛ زادهٔ کامپالا، اوگاندا) یک کارگردان اهل هند است. وی در کامپالا زاده شد ولی در فلوریدای آمریکا بزرگ شد.
وی تحصیلات خود را در رشته ریاضی از دانشگاه فلوریدا به پایان رسانید. در سال ۱۹۹۱ پس از ایفای نقش برجسته‌ای در سازماندهی و هماهنگی نخستین جشنوارهٔ بین‌المللی فیلم‌های آسیایی/آسیایی-آمریکایی در شمال فلوریدا به میامی رفت و به مدت یک‌سال در پروژه‌های کوچک تجاری و خصوصی فعالیت داشت تا به کالیفرنیا نقل مکان کرد. امین از دوستان رام گوپال وارما است که نخستین بار به دعوت سمیر شارما کارگردانی فیلم‌های هندی را آغاز نمود. شهرت وی بیشتر به خاطر کارگردانی فیلم شاک دی ایندیا با بازیگری شاهرخ خان در سال ۲۰۰۷ است.

## کارگردانی
- 2004 - Ab Tak Chhappan
- 2007 - Chak De! India
- 2009 - Rocket Singh: Salesman of the Year
- 2012 - Reluctant Fundamentalist- Film Editor
- 2014 - Shuddh Desi Romance - served as a consultant